# BRDC International Trophy 1974
BRDC International Trophy 1974 je bila tretja in zadnja neprvenstvena dirka Formule 1 v sezoni 1974. Odvijala se je 7. aprila 1974 na dirkališču Silverstone Circuit.

## Dirka
Modro ozadje označuje dirkače Formule 5000.
| Poz | Dirkač             | Konstruktor       | Krogi | Čas/Odstop  |
| --- | ------------------ | ----------------- | ----- | ----------- |
| 1   | James Hunt         | Hesketh-Ford      | 40    | 52:35.4     |
| 2   | Jochen Mass        | Surtees-Ford      | 40    | + 37.0 s    |
| 3   | Jean Pierre Jarier | Shadow-Ford       | 40    |             |
| 4   | Henri Pescarolo    | BRM               | 40    |             |
| 5   | François Migault   | BRM               | 40    |             |
| 6   | John Nicholson     | Lyncar-Ford       | 39    | + 1 krog    |
| 7   | Peter Gethin       | Chevron-Chevrolet | 39    | + 1 krog    |
| 8   | Brian Redman       | Ensign-Ford       | 39    | + 1 krog    |
| 9   | Guy Edwards        | Lola-Ford         | 39    | + 1 krog    |
| 10  | Teddy Pilette      | Chevron-Chevrolet | 39    | + 1 krog    |
| 11  | Noritake Takahara  | March-Ford        | 39    | + 1 krog    |
| 12  | Lella Lombardi     | Lola-Chevrolet    | 39    | + 1 krog    |
| 13  | Richard Robarts    | Brabham-Ford      | 39    | + 1 krog    |
| Ods | Tom Belsø          | Lola-Chevrolet    | 38    | Brez goriva |
| Ods | Ian Ashley         | Lola-Chevrolet    | 37    | Brez goriva |
| NC  | Damien Magee       | Lola-Chevrolet    | 35    |             |
| NC  | Mike Wilds         | March-Chevrolet   | 35    |             |
| Ods | Graham Hill        | Lola-Ford         | 35    | Trčenje     |
| Ods | Ronnie Peterson    | Lotus-Ford        | 30    | Motor       |
| Ods | Denny Hulme        | McLaren-Ford      | 19    | Sklopka     |
| Ods | Tom Pryce          | Token-Ford        | 16    | Menjalnik   |
| Ods | Clive Santo        | Lola-Chevrolet    | 13    | Motor       |
| Ods | Roelof Wunderink   | Chevron-Chevrolet | 10    | Motor       |
| Ods | Brian Robinson     | McLaren-Ford      | 5     | Motor       |
| Ods | Mike Hailwood      | McLaren-Ford      | 5     | Motor       |